# Diaglyptidea roepkei
Diaglyptidea roepkei là một loài tò vò trong họ Ichneumonidae.